# Elecciones municipales de Utcubamba de 1995
Las elecciones municipales de Utcubamba de 1995 se llevaron a cabo el 12 de noviembre de 1995 para elegir al alcalde y al Concejo Provincial de Utcubamba para el periodo 1996-1998. La elección se celebró simultáneamente con elecciones municipales en todo el país.
Estas elecciones marcaron un hito, ya que fueron la última vez, hasta la actualidad, que un partido político nacional ganó las elecciones municipales en Utcubamba. Milecio Vallejos, alcalde en funciones y candidato del accionpopulismo, logró una contundente victoria, consolidándose como el único político en la historia de la provincia en ser elegido para un tercer periodo consecutivo. Acción Popular fue el único partido político tradicional que compitió en esta ocasión, mientras que el resto de los escaños en el concejo provincial quedó en manos de listas independientes. Entre ellas, la Lista Independiente N° 7 obtuvo el segundo lugar, seguida de la Lista Independiente N° 9 y la Lista Independiente N° 5.
En las elecciones distritales, la Lista Independiente N° 9 emergió como la fuerza más votada, asegurando el control de dos concejos distritales: Jamalca y Lonya Grande. Acción Popular, a pesar de ocupar el segundo lugar en el total de votos distritales, obtuvo el gobierno de tres distritos, incluyendo Cajaruro, el más poblado de la provincia. Por otro lado, la Lista Independiente N° 7, que quedó en tercer lugar general, se alzó con el control de Cumba, el segundo distrito con mayor número de electores.

## Sistema electoral
La Municipalidad Provincial de Utcubamba es el órgano administrativo y de gobierno de la provincia de Utcubamba. Está compuesta por el alcalde y el Concejo Provincial.
La votación del alcalde y el concejo se realiza en base al sufragio universal, que comprende a todos los ciudadanos nacionales mayores de dieciocho años, empadronados y residentes en la provincia de Utcubamba y en pleno goce de sus derechos políticos, así como a los ciudadanos no nacionales residentes y empadronados en la provincia de Utcubamba.
El Concejo Provincial de Utcubamba está compuesto por 19 regidores elegidos por sufragio directo para un período de tres (3) años, en forma conjunta con la elección del alcalde (quien lo preside). La votación es por lista cerrada y bloqueada. La votación es por lista cerrada y bloqueada. Se asigna a la lista ganadora los escaños según el método d'Hondt o la mitad más uno, lo que más le favorezca. Es elegido como alcalde el candidato que ocupe el primer lugar de la lista que haya obtenido la más alta votación.

## Composición del Concejo Provincial de Utcubamba
La siguiente tabla muestra la composición del Concejo Provincial de Utcubamba antes de las elecciones.
| Partidos | Partidos                      | Regidores |
| -------- | ----------------------------- | --------- |
|          | Acción Popular                | 8         |
|          | Partido Aprista Peruano       | 4         |
|          | Lista Independiente Cambio 93 | 2         |

## Partidos y candidatos
A continuación se muestra una lista de los principales partidos y alianzas electorales que participaron en las elecciones:
| Candidatura | Candidatura | Partidos y alianzas                                                    | Candidatos | Candidatos                 | Ideología                                | Resultado previo | Resultado previo | Ref. |
| Candidatura | Candidatura | Partidos y alianzas                                                    | Candidatos | Candidatos                 | Ideología                                | Votos (%)        | Reg.             | Ref. |
| ----------- | ----------- | ---------------------------------------------------------------------- | ---------- | -------------------------- | ---------------------------------------- | ---------------- | ---------------- | ---- |
|             | AP          | Lista - Acción Popular (AP)                                            |            | Milecio Vallejos Bravo     | Humanismo Nacionalismo cívico Reformismo | 48.5%            | 8                |      |
|             | IND         | Lista - Lista Independiente N° 5 Frente Vecinal Utcubambino            |            | Sin información disponible | Localismo utcubambino                    | Nuevo            | Nuevo            |      |
|             | IND         | Lista - Lista Independiente N° 7 La Fuerza del Cambio                  |            | Sin información disponible | Localismo utcubambino                    | Nuevo            | Nuevo            |      |
|             | IND         | Lista - Lista Independiente N° 9 Movimiento Independiente Utcubamba 95 |            | Sin información disponible | Localismo utcubambino                    | Nuevo            | Nuevo            |      |
|             | IND         | Lista - Lista Independiente N° 11 Somos Cambio                         |            | Sin información disponible | Localismo utcubambino                    | Nuevo            | Nuevo            |      |

## Resultados

### Sumario general
|                        |                                                                |              |              |              |           |           |
| Partidos y coaliciones | Partidos y coaliciones                                         | Voto popular | Voto popular | Voto popular | Regidores | Regidores |
| Partidos y coaliciones | Partidos y coaliciones                                         | Votos        | %            | ±pp          | Total     | +/−       |
|                        | Acción Popular (AP)                                            | 8,512        | 44.41        | –13.82       | 10        | +2        |
|                        | Lista Independiente N° 7 La Fuerza del Cambio                  | 4,749        | 24.77        | n/a          | 4         | +4        |
|                        | Lista Independiente N° 9 Movimiento Independiente Utcubamba 95 | 4,663        | 24.33        | n/a          | 4         | +4        |
|                        | Lista Independiente N° 5 Frente Vecinal Utcubambino            | 1,087        | 5.67         | n/a          | 1         | +1        |
|                        | Lista Independiente N° 11 Somos Cambio                         | 158          | 0.82         | n/a          | 0         | ±0        |
|                        |                                                                |              |              |              |           |           |
| Total                  | Total                                                          | 19,169       |              |              | 19        | +5        |
|                        |                                                                |              |              |              |           |           |
| Votos válidos          | Votos válidos                                                  | 19,169       | 82.59        | +8.78        |           |           |
| Votos en blanco        | Votos en blanco                                                | 2,157        | 9.29         | +4.82        |           |           |
| Votos nulos            | Votos nulos                                                    | 1,884        | 8.12         | –13.60       |           |           |
| Votos emitidos         | Votos emitidos                                                 | 23,210       | 67.30        | +35.00       |           |           |
| Abstenciones           | Abstenciones                                                   | 11,279       | 32.70        | –35.00       |           |           |
| Votantes registrados   | Votantes registrados                                           | 34,489       |              |              |           |           |
|                        |                                                                |              |              |              |           |           |
| Fuente:                |                                                                |              |              |              |           |           |

### Concejo Provincial de Utcubamba
| Cargo                            | Autoridad electa           | Partido políticoa | Partido políticoa                                              |
| -------------------------------- | -------------------------- | ----------------- | -------------------------------------------------------------- |
| Alcalde Provincial de Utcubamba  | Milecio Vallejos Bravo     |                   | Acción Popular                                                 |
| Regidor Provincial de Utcubamba  | Manuel Alvarado Jiménez    |                   | Acción Popular                                                 |
| Regidor Provincial de Utcubamba  | José Cubas Rojas           |                   | Acción Popular                                                 |
| Regidor Provincial de Utcubamba  | José Piscoya Alvarado      |                   | Acción Popular                                                 |
| Regidor Provincial de Utcubamba  | Gregorio Capitán Ayudante  |                   | Acción Popular                                                 |
| Regidora Provincial de Utcubamba | Cecilia Carvallo Suárez    |                   | Acción Popular                                                 |
| Regidor Provincial de Utcubamba  | Alberto Pérez Vásquez      |                   | Acción Popular                                                 |
| Regidor Provincial de Utcubamba  | José Gastelo Becerra       |                   | Acción Popular                                                 |
| Regidor Provincial de Utcubamba  | Elmer Soto Monje           |                   | Acción Popular                                                 |
| Regidor Provincial de Utcubamba  | Manuel Delgado Santos      |                   | Acción Popular                                                 |
| Regidor Provincial de Utcubamba  | Martín Paz Sánchez         |                   | Acción Popular                                                 |
| Regidor Provincial de Utcubamba  | Polidoro Sorogastua Damián |                   | Lista Independiente N° 7 La Fuerza del Cambio                  |
| Regidor Provincial de Utcubamba  | José Barrueto Cavassa      |                   | Lista Independiente N° 7 La Fuerza del Cambio                  |
| Regidor Provincial de Utcubamba  | Marco Marquina Cabanillas  |                   | Lista Independiente N° 7 La Fuerza del Cambio                  |
| Regidor Provincial de Utcubamba  | Manuel Izquierdo Alvarado  |                   | Lista Independiente N° 7 La Fuerza del Cambio                  |
| Regidor Provincial de Utcubamba  | Jorge Carrero Copia        |                   | Lista Independiente N° 9 Movimiento Independiente Utcubamba 95 |
| Regidor Provincial de Utcubamba  | Ever Cobba Terrones        |                   | Lista Independiente N° 9 Movimiento Independiente Utcubamba 95 |
| Regidor Provincial de Utcubamba  | Edilberto Rivera Mallap    |                   | Lista Independiente N° 9 Movimiento Independiente Utcubamba 95 |
| Regidor Provincial de Utcubamba  | Víctor Campos Terrones     |                   | Lista Independiente N° 9 Movimiento Independiente Utcubamba 95 |
| Regidor Provincial de Utcubamba  | José Gastelo Benavides     |                   | Lista Independiente N° 5 Frente Vecinal Utcubambino            |

## Elecciones municipales distritales

### Sumario general
| Partidos y coaliciones | Partidos y coaliciones                                         | Voto popular | Voto popular | Voto popular | Alcaldías | Alcaldías |
| Partidos y coaliciones | Partidos y coaliciones                                         | Votos        | %            | ±pp          | Total     | +/−       |
| ---------------------- | -------------------------------------------------------------- | ------------ | ------------ | ------------ | --------- | --------- |
|                        | Lista Independiente N° 9 Movimiento Independiente Utcubamba 95 | 3,209        | 36.84        | n/a          | 2         | +2        |
|                        | Acción Popular (AP)                                            | 2,853        | 32.76        | –2.87        | 3         | +1        |
|                        | Lista Independiente N° 7 La Fuerza del Cambio                  | 1,601        | 18.38        | n/a          | 1         | +1        |
|                        | Lista Independiente N° 5 Frente Vecinal Utcubambino            | 661          | 7.59         | n/a          | 0         | ±0        |
|                        | Lista Independiente N° 11 Somos Cambio                         | 66           | 0.76         | n/a          | 0         | ±0        |
|                        | Listas independientes distritales                              | 320          | 3.67         | n/a          | 0         | ±0        |
|                        |                                                                |              |              |              |           |           |
| Total                  | Total                                                          | 8,710        |              |              | 6         | ±0        |
|                        |                                                                |              |              |              |           |           |
| Votos válidos          | Votos válidos                                                  | 8,710        | 82.30        | +15.33       |           |           |
| Votos en blanco        | Votos en blanco                                                | 1,220        | 11.53        | +4.81        |           |           |
| Votos nulos            | Votos nulos                                                    | 653          | 6.17         | –20.14       |           |           |
| Votos emitidos         | Votos emitidos                                                 | 10,583       | 66.58        | n/a          |           |           |
| Abstenciones           | Abstenciones                                                   | 5,313        | 33.42        | n/a          |           |           |
| Votantes registrados   | Votantes registrados                                           | 15,896       |              |              |           |           |
|                        |                                                                |              |              |              |           |           |
| Fuente:                |                                                                |              |              |              |           |           |

### Resultados por distrito
Las siguientes tablas enumeran el control de los distritos de la provincia de Utcubamba. El cambio de mando de una organización política se resalta del color de ese partido.
| Distrito     | Alcalde(sa) titular        | Partido político | Partido político        | Alcalde(sa) electo(a)       | Partido político | Partido político         |
| ------------ | -------------------------- | ---------------- | ----------------------- | --------------------------- | ---------------- | ------------------------ |
| Cajaruro     | Agustín Sánchez Villalobos |                  | Acción Popular          | Alfonso Ticlla Sánchez      |                  | Acción Popular           |
| Cumba        | Flavio Delfina Bazán       |                  | Cambio 93               | Pedro Saavedra Carrasco     |                  | Lista Independiente N° 7 |
| El Milagro   | Luis Huamán Haro           |                  | Izquierda Unida         | Selestino Rodríguez Hurtado |                  | Acción Popular           |
| Jamalca      | Segundo Villalobos Pérez   |                  | Partido Aprista Peruano | Roberto Ruiz Gómez          |                  | Lista Independiente N° 9 |
| Lonya Grande | Antonio Aguilar Tapia      |                  | Cambio 93               | Antonio Aguilar Tapia       |                  | Lista Independiente N° 9 |
| Yamón        | Rogelio Cardozo Mego       |                  | Acción Popular          | Rogelio Cardozo Mego        |                  | Acción Popular           |